# دباء كروي
الدباء الكروي (الاسم العلمي:Lagenaria sphaerica) هو نوع من النباتات يتبع جنس الدباء (جنس) من الفصيلة القرعية. ويعرف أيضا بالبطيخ البري. ينمو الدباء الكروي في المناطق المنخفضة من كيب الشرقية من جنوب أفريقيا إلى شرق أفريقيا. ويمكن أن تنمو على طول السهول الفيضية النهرية أو ما يصل إلى مظلة الغابات الشاطئية. ويمكن أيضا أن تكون موجودة في النباتات الكثبان الرملية الساحلية. ينتج الدباء الكروي زهوراً بيضاء كبيرة تجتذب الكثير من الحشرات. بطيخ القرع هذا أخضر اللون وذو بقع بيضاء.

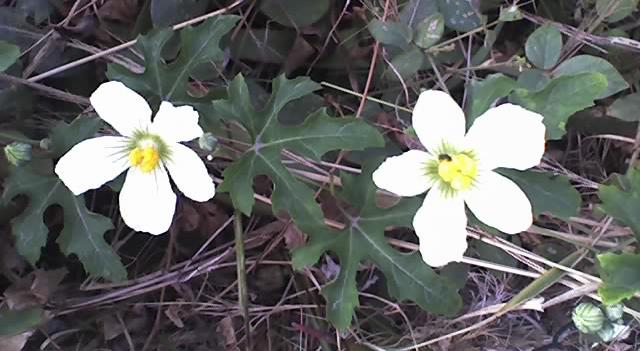
الأزهار
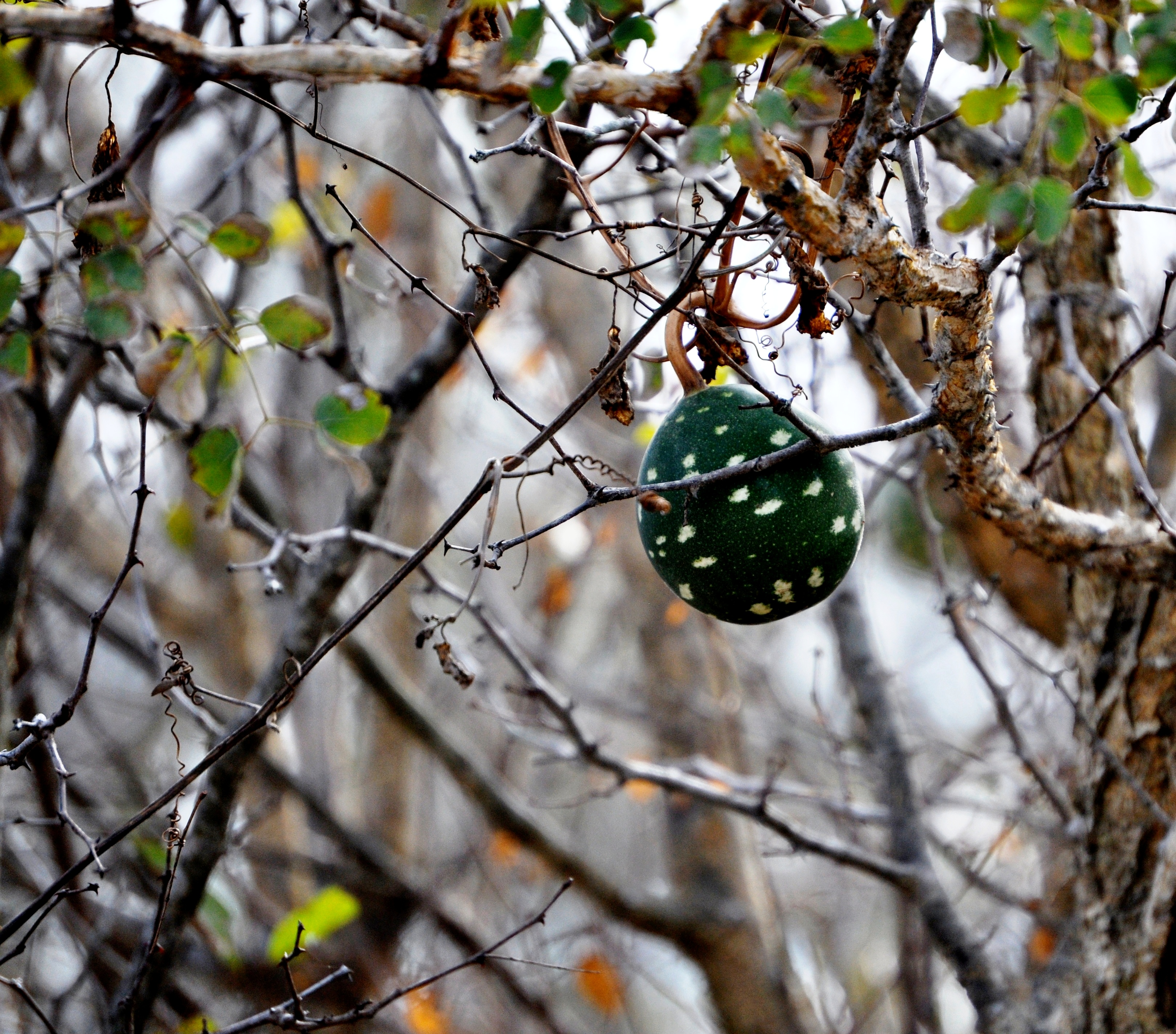
يتسلق أحد أنواع السنط.